# Kaiser Chiefs
Kaiser Chiefs er et indie-rockband fra Leeds. Det består af medlemmerne Ricky Wilson, Andrew 'Whitey' White, Simon Rix, Nick 'Peanut' Baines og Nick Hodgson.
Kaiser Chiefs blev dannet tilbage i 1997 under navnet Parva og var i begyndelsen et garagerockband. Efter de blev droppet af deres pladeselskab, skiftede bandet i 2003 til en mere britpop-agtig lyd og tog navnet Kaiser Chiefs. 
Bandet udsendte i 2005 debutalbummet Employment, og siden fik de større og større indflydelse på den engelske musikscene, hvilket kulminerede i tre Brit Awards i 2006 for Best Group, Best British Rock Act og Best Live Act.
Alle medlemmer i Kaiser Chiefs er store fans af Leeds United A.F.C., og bandet har taget navn efter den sydafrikanske fodboldklub Kaizer Chiefs Football Club, da det var Leeds Uniteds daværende kaptajn, Lucas Radebe's, tidligere klub.
Yours Truly, Angry Mob kom på gaden i februar 2007.
Deres tredje album, Off With Their Heads udkom i oktober 2008. Første single, "Never Miss A Beat", var produceret af Mark Ronson, og Lilly Allen og New Young Pony Club medvirkede på kor. 
Mark Ronson står også bag nyeste udspil fra albummet, singlen "Good Days Bad Days".